# ديليا ماتاكي
ديليا ماتاكي (بالرومانية: Delia Matache)‏ (من مواليد 7 فبراير 1982) مغنية وكاتبة أغاني رومانية ومشاهير تلفزيوني وراقصة وخيرية ومحبة أزياء سابقة ومصممة أزياء وقاضية برنامج كوميدي تلفزيوني iUmor ومدرب مسابقة الموسيقى التلفزيونية أكس فاكتر، وقد بدأت نشاطها المسرحي في عام 1999 في فرقة N & D الموسيقية مع Nicolae Marin وأصدرت 4 ألبومات. وكان هذا النوع من مزيج رائع من هوس و يورودانس . بعد الانقسام في عام 2003 ، أصدرت أربعة ألبومات فردية أخرى كعمل منفرد. هذا النوع من الموسيقى لها هو الرقص وجميع فروعه. هناك بعض التأثيرات على البحث والتطوير في بعض الأغاني من ألبومها الأخير.

## روابط خارجية
- ديليا ماتاكي على موقع ميوزك برينز (الإنجليزية)
- ديليا ماتاكي على موقع ميوزك برينز (الإنجليزية)
- ديليا ماتاكي على موقع ديسكوغز (الإنجليزية)

- الموقع الرسمي
- Delia at ديسكوجز
- Facebook Delia
- Instagram Delia